# Терра-прета
Терра-прета (від португальського — terra preta, terra preta do indio — чорна земля, чорна земля індіанців) — штучні (антропогенні) ґрунти на основі низькотемпературного активованого деревного вугілля. 
Відкриті археологами в сточищі Амазонки (Бразилія) (Terra preta do indio) та інших регіонах земної кулі. 
На початок XXI виробляються промисловим та кустарним способом для підвищення родючості та оздоровлення рослин.
Існують біотехнології для виробництва ґрунтів та компостів типу терра-прета (Terra preta nova). 
Сировиною для виробництва терра-прета можуть бути нейтралізовані за допомогою цих технологій фекалії тварин та людини.
Як історичні, так і сучасні ґрунти типу терра-прета відрізняються високим вмістом активованого деревного вугілля та компосту. 
Історичні ґрунти містять, крім того, уламки кераміки, кісток людини та тварин. 
До природних чорноземів тера-прета відношення не мають.

## Розповсюдження
Основні місця поширення історичних антропогенних ґрунтів типу терра-прета знаходяться в областях з підсічно-вогневим землеробством: у Південній Америці (Бразилія, Колумбія, Еквадор, Французька Гвіана) — земельні ділянки площею до 154 км², в Африці (Гана, Сьєрра-Леоне, Ліберія, Гвінея), Південно-Східної Азії (Індонезія), а також в Європі (Німеччина, Швеція). 
,
Історичні ґрунти терра-прета створені за багато століть і інтенсивно використовуються досі. 

Виникнення терра-прета у сточищі Амазонки датується 700-1000 рр. по Р. Х. 
Деякі ділянки датуються початком нашої ери. 
За екстраполяцією на основі доведених запасів, більше десяти відсотків поверхні басейну Амазонки можуть бути покриті терра-прета. 
Звідси робиться висновок, що ці антропогенні ґрунти могли прогодувати від п'яти до десяти мільйонів осіб. 

Сучасні ґрунти терра-прета-нова створюються як промисловим, так і кустарним способом у багатьох країнах Європи, Північної та Південної Америки з метою вивчення та використання для виробництва сільськогосподарської продукції.

## Відкриття та гіпотези виникнення
Іспанський конкістадор Франсіско де Орельяна, який у 1541/42 першим з європейців сплавився по Амазонці, повідомляє про Ельдорадо — густонаселені прибережні райони, міста з багатотисячним населенням. 
Ця цивілізація не залишила по собі архітектурних пам'яток, можливо тому, що для будівництва використовувалася деревина, що згнила за кілька століть через вологий клімат. 
Амазонська цивілізація процвітала до 1540 року і була знищена, ймовірно, епідемією віспи, занесеної європейцями. 
Орельяна повідомляє і про терра-прета, як джерело добробуту в Амазонії. 
 ,
У XIX ст. території з терра-прета (Terra preta do indio) перевідкриті португальцями. 
Вони були заселені, місцеві жителі вели примітивне землеробство. 
Родючий ґрунт, товщина якого доходила до 2 м, вивозилася в густонаселені райони Атлантичного узбережжя Бразилії, було налагоджено експорт терра-прета. 
Археологічні дослідження Terra preta do indio не тільки підтвердили гіпотезу штучного виникнення родючого ґрунту у сточищі Амазонки, вчені-археологи та ґрунтознавці зуміли також відновити спосіб виробництва терра-прета. 
З гігантських деревних стовбурів у закритих ямах випалювали деревне вугілля (біо-вугілля), що має високу пористість — один об'єм деревного вугілля крихти вбирає до 3-4 об'ємів води. 
У величезних (до 2 м у висоту), поміщених у землю керамічних судинах залишки життєдіяльності людини та тварин (не тільки фекалії, а й кадаври) пересипалися деревно-вугільною крихтою (до 10 % за обсягом) та уламками кераміки. 
Без доступу повітря біомаса силосувалась протягом року. 
Через рік вміст судин, заквашений мікроорганізмами, переносився ще на рік на відкрите повітря. 
Купи отриманого силосу заселялися дощовими хробаками, які перетворювали біомасу на готове органічне добриво. 
Для порівняння наведемо спосіб виробництва терра-прета слов'янським племенем вендів (полабські слов'яни), які жили в X-XII ст. правому березі нижньої Ельби. 

Венди випалювали деревне вугілля з хмизу в відносно невеликих (до 3 м в діаметрі) і неглибоких відкритих конусоподібних ямах. Силосування органічних відходів землеробства та рибальства, перемішаних з деревно-вугільною крихтою та уламками кераміки, проводилося в ямах під шаром землі. 
Так само компостують органіку деякі реліктові етноси в сучасній Африці.

## Властивості
Як історичні, так і сучасні, створені індустріально або кустарним способом, терра-прета чудово адсорбують і зберігають вологу, мають підвищений вміст азоту, фосфору, калію, різних мікроелементів. 
Бактерії, що населяють мікропори дерево-вугільної крихти, не тільки підвищують родючість штучного ґрунту, а й оздоровлюють кореневу систему рослин, що вирощуються.

## Сучасне виробництво
На початок XXI сторіччя на деяких підприємствах освоєно промислове виробництво terra preta nova за своїми властивостями схоже з оригінальною terra preta do indio. 
Основою виробництва є отримання активованого деревного вугілля в піролізних (гідролізних) реакторах. 
Отриманим деревним вугіллям, із застосуванням ефективних мікроорганізмів, нейтралізуються (силосуються) фекалії з тваринницьких ферм. 
Ферментована біомаса перемішується із соломою, листям або подрібненою деревиною та компостується на повітрі. 
Готовий компост використовується як органічне добриво. 
Все більшого поширення знаходить т.з. рідка терра-прета, що виробляється при розведенні водою компосту, отриманого з тонко подрібненим нейтралізованим деревним вугіллям фекалій тварин, змішаних з соломою. 
Великий інтерес до кустарного виробництва терра-прета та її застосування у присадибних господарствах та на дачних ділянках виявили садівники Німеччини, Австрії та Швейцарії. 

Деревне вугілля виробляється в невеликих піролайзерах закритого 
 
або відкритого типу 
.
Первинна біомаса силосується за методом бокашування. 
Деревне вугілля, що використовується в ковальській справі або для гриля, для виробництва терра-прета (через низьку пористість), не підходить. Пористе деревне вугілля часто називається біо-вугіллям тому, що воно виробляється з рослинної сировини — дерева, сухих стебел і кукурудзяних качанів, соломи, лушпиння, жому і навіть гною (вологістю не більше 50%). 
Пори біо-вугілля легко заселяються мікроорганізмами, здатними нейтралізувати органічні відходи життєдіяльності людини та свійських тварин і позитивно впливають на родючість ґрунту.

## Перспективи виробництва та застосування
Терра-прета не тільки чудово утримує вологу, а й пов'язує атмосферний вуглекислий газ, який поглинається бактеріями, що населяють мікропори вугілля. Зусилля вчених, землеробів-практиків та виробників терра-прета регулярно висвітлюються у засобах масової інформації через можливий внесок у вирішення проблем глобального потепління та продовольчої безпеки. 
Необхідне для терра-прета деревне вугілля передбачається виробляти з відходів лісової промисловості та сільського господарства. 
Пропонується також використовувати для отримання деревини спеціальні лісопосадки, які вирубують раз на 4-6 років та живоплоти, які стрижуть щороку. Одним з можливих джерел сировини для виробництва терра-прета розглядається застосування нейтралізованих деревним вугіллям фекалій тварин і людини. Попри порівняно високу вартість, терра-прета з успіхом використовується любителями домашніх рослин і прихильниками урбанного рослинництва.